# Zemio Airport
Zemio Airport är en flygplats i Centralafrikanska republiken.   Den ligger i prefekturen Haut-Mbomou, i den östra delen av landet, 700 km öster om huvudstaden Bangui. Zemio Airport ligger 599 meter över havet.
Terrängen runt Zemio Airport är platt, och sluttar söderut. Närmaste större samhälle är Zemio, 5,0 km nordost om Zemio Airport.
I omgivningarna runt Zemio Airport växer huvudsakligen savannskog. Runt Zemio Airport är det mycket glesbefolkat, med 2 invånare per kvadratkilometer.